# Явич, Лев Самойлович
Лев Само́йлович Я́вич (20 сентября 1919 — 30 июля 2004) — советский учёный-юрист, основные труды были посвящены проблемам философии права, теории государства и права; доктор юридических наук, профессор.

## Биография
Родился в еврейской семье. Окончил 1-й Ленинградский юридический институт. Накануне Великой Отечественной войны Л.С. Явич закончил аспирантуру. Ветеран Великой Отечественной войны. Работал в органах прокуратуры СССР.
Занимался научной и педагогической деятельностью в Таджикистане, Москве и Ленинграде.
С 1967 года и вплоть до отъезда в 1990 году в Израиль являлся профессором кафедры теории и истории государства и права юридического факультета Ленинградского государственного университета.

## Научная деятельность
В 1951 году защитил в Ленинградском юридическом институте им. М.И. Калинина кандидатскую диссертацию на тему «Норма советского социалистического права и социалистическое правовое отношение».
В 1960 году защитил в Ленинградском государственном университете им. А. А. Жданова докторскую диссертацию на тему: «Советское право — регулятор общественных отношений в СССР: Основные вопросы общей теории правового регулирования».
Л.С. Явич автор свыше 250 научных трудов, в том числе переведенных на английский, немецкий, испанский, китайский и болгарский языки.
Подготовил 50 кандидатов наук, 10 докторов наук, 8 заведующих кафедр. Являлся членом редколлегии журнала «Правоведение». 
В сентябре 2020 г. Федеральным агентством связи выпущена в обращение почтовая марка  "Л.С. Явич (1919-2004), учёный-юрист". Дополнительно к выпуску почтовой марки АО «Марка» изданы конверты первого дня и изготовлены штемпеля специального гашения для Москвы и Санкт-Петербурга.

## Основные работы
- Советское право — регулятор общественных отношений в СССР. Сталинабад, 1957, 168 с.
- Общая теория права. Л, 1976